# M27 IAR
M27 IAR (Infantry Automatic Rifle) — это штурмовая винтовка калибра 5,56 мм, созданная на базе винтовки HK416 производства Heckler & Koch. Используется Корпусом морской пехоты США и предназначена для всех пехотных стрелков и пулемётчиков. Изначально КМП США планировала закупить 6.500 M27 для замены части ручных пулемётов M249, используемых пулемётчиками в пехотных и лёгких бронетанковых разведывательных батальонах. Примерно 8.000-10.000 M249 останутся на вооружении Корпуса морской пехоты и будут использоваться по усмотрению командиров рот. В декабре 2017 года Корпус морской пехоты объявил, что вооружит каждого члена пехотного отделения М27, заменив карабин М4, который останется на вооружении командира взвода и выше.

## История
В 1999 году было опубликовано Заявление об потребности в пехотной автоматической винтовке (IAR). Примерно в 2000 году 2-й батальон 7-го полка 1-й дивизии корпуса морской пехоты провёл первоначальные ограниченные испытания IAR, которые подтвердили желательность выбора лёгкой автоматической винтовки. Ключевое различие между более легкой пехотной винтовкой и более тяжелой автоматической винтовкой заключается в способности последней вести непрерывный огонь без остановок, без перегрева ствола или ствольной коробки и без потери точности. Опыт войн в Ираке и Афганистане привёл к формальным запросам на рекомендации.
Программа была официально начата 14 июля 2005 года, когда Корпус морской пехоты направил запросы производителям оружия. Желаемые характеристики оружия включали: компактность и маневренность; внешнее сходство с другими винтовками отделения, снижающее вероятность того, что стрелок получит особое внимание со стороны противника; облегчение участия стрелка в противоповстанческих операциях и возможность ведения плотного огня. Первоначальное требование к магазину минимальной ёмкостью в 100 патронов было отменено в пользу магазина STANAG на 30 патронов, поскольку в начале испытаний имеющиеся магазины на 100 патронов были ненадёжными. Калибр был указан как 5,56×45 мм для унификации с существующими служебными винтовками.

### Испытания
В 2006 году с несколькими производителями были заключены контракты на поставку оружия. FN Herstal представила вариант FN SCAR IAR, Heckler & Koch представила вариант HK416, а Colt Defense представила два проекта. Компании, которые пытались конкурировать, но не были приняты в качестве финалистов для испытаний, были LWRC с M6A4 IAR, Patriot Ordnance Factory и General Dynamics Armament and Tech Products с CIS Ultimax 100 MK5 (продаваемый как GDATP IAR).
В декабре 2009 года винтовка производства H&K выиграло конкурс и вступило в пятимесячный период финальных испытаний. Летом 2010 года она была официально принята на вооружение как М27 IAR.

## Конструкция
M27 была разработана на основе HK416. Имеет короткоходный газоотвод с поворотным затвором и вывешенным стволом. Цевьё имеет четыре планки Пикатинни MIL-STD-1913 для использования аксессуаров и оптики.

## Варианты

### M38 SDMR
Винтовка M38 Squad Designated Marksman (M38 SDMR) по сути аналогична M27 IAR и сохраняет возможность смены режимов огня. Единственное отличие состоит в том, что винтовка оснащется оптическим прицелом Leupold TS-30A2 Mark 4 MR/T 2,5-8x36 мм, как на винтовке Mk 12. Хотя некоторые избранные M27 использовались в марксманских винтовок с 2016 года, в M38 используется оптический прицел большей кратности. Название M38 последовало тому же соглашению, что и M27: оно было названо в честь 3-го батальона 8-го полка морской пехоты, испытавшего винтовку.
К апрелю 2018 года развёртывание всех трёх экспедиционных соединений морской пехоты было завершено. Версия M38, оснащённая оптическим прицелом и глушителем QDSS, должна была быть в каждом пехотном отделении для поражения целей на расстоянии до 600 метров. Полная эксплуатационная готовность была запланирована на сентябрь 2018 года. С момента установки оптики VCOG на стандартные винтовки M27 IAR статус M38 как стандартного DMR и различие, если таковое имеется, между ним и другими винтовками M27, остаётся неопределённым.